# Pfarrkirche Fehring

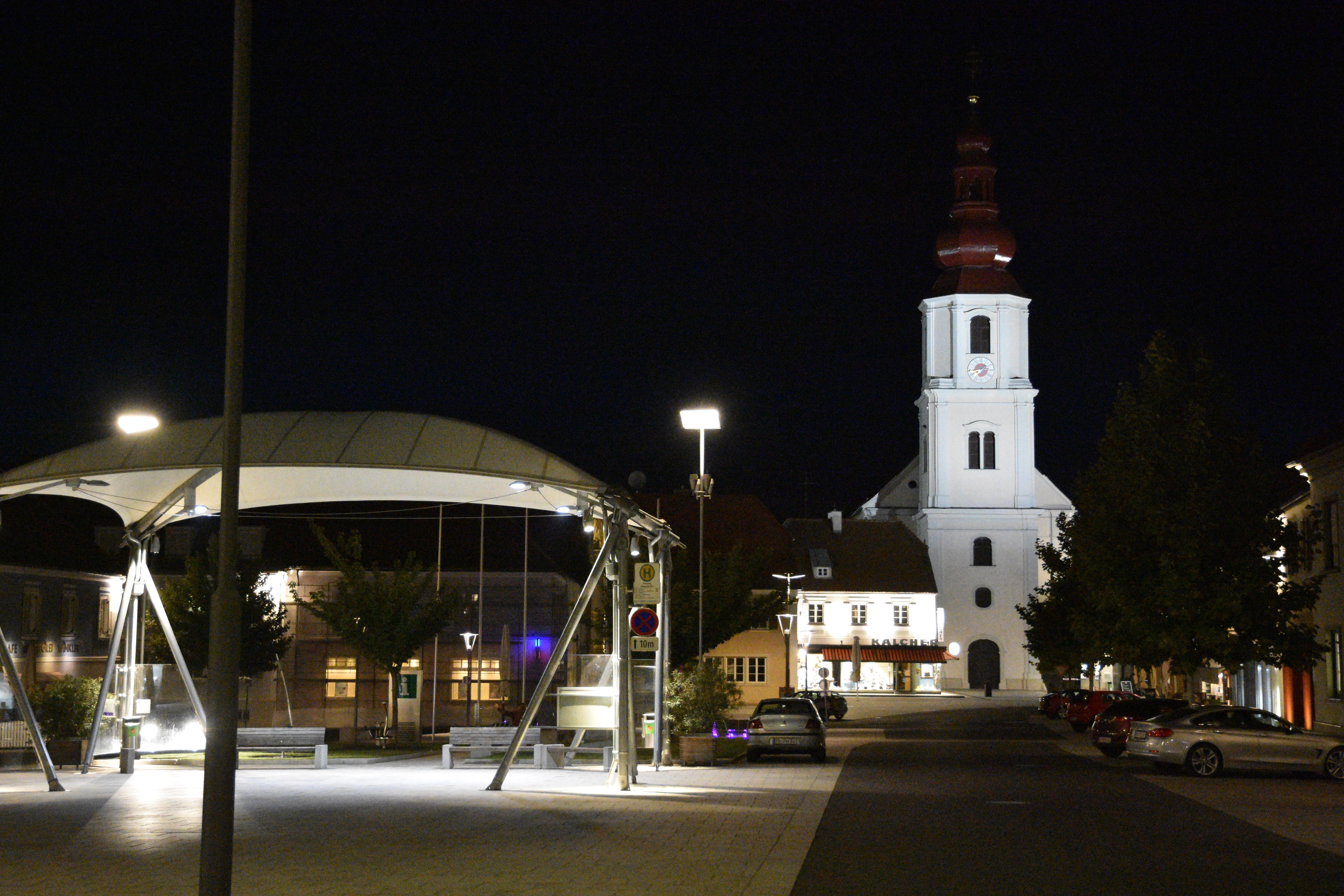
Katholische Pfarrkirche hl. Josef in Fehring, Blick vom Hauptplatz

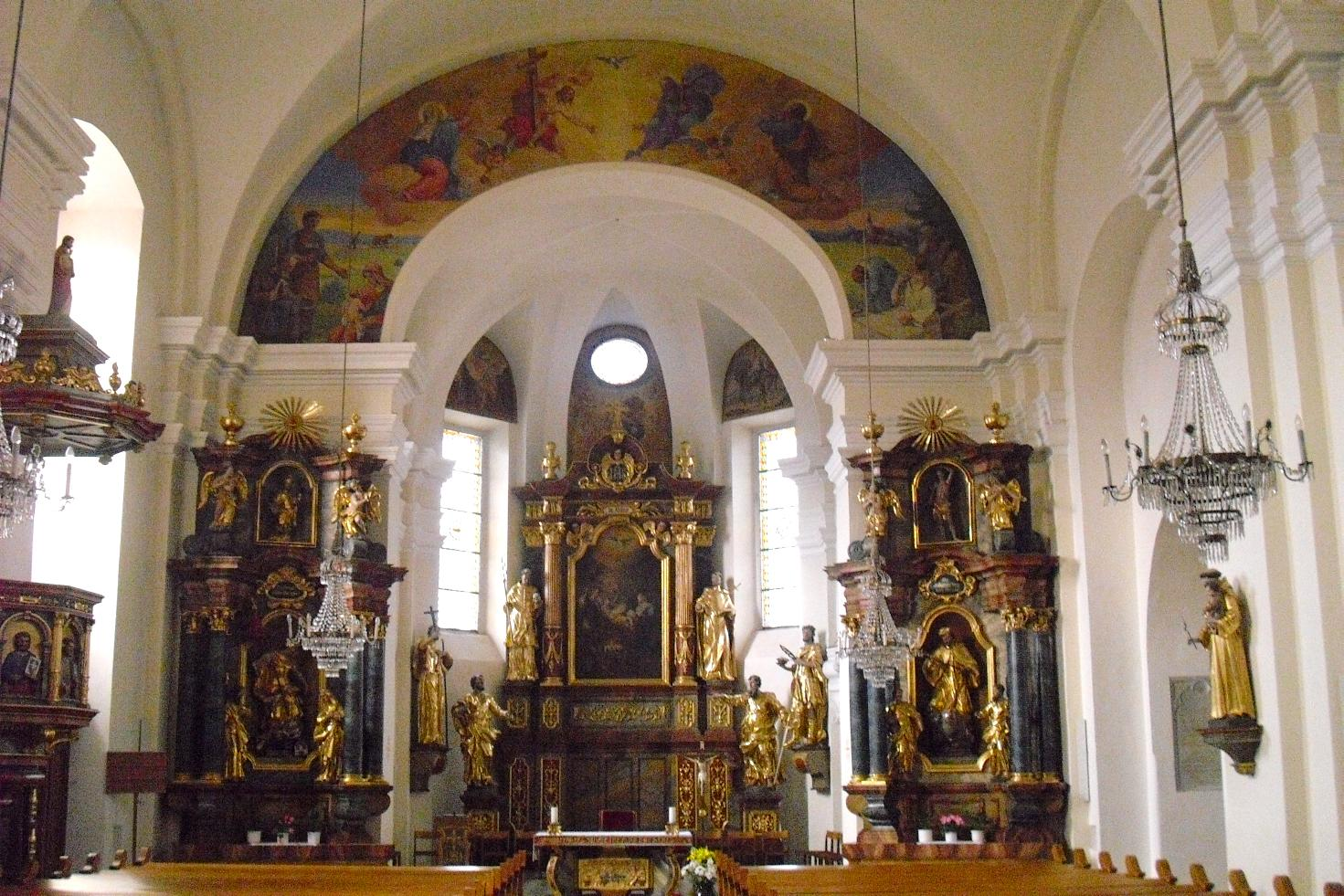
Langhaus, Blick zum Chor

Die Pfarrkirche Fehring steht am Nordrand des Hauptplatzes in der Stadtgemeinde Fehring im Bezirk Südoststeiermark in der Steiermark. Die dem Patrozinium hl. Josef unterstellte römisch-katholische Pfarrkirche  gehörte zum Dekanat Feldbach und seit 2020 zum Seelsorgeraum Fehring in der Diözese Graz-Seckau. Die Kirche steht unter Denkmalschutz (Listeneintrag).

## Geschichte
Die Pfarre Fehring wird erstmals am 25. März 1305 in einer Urkunde des Berthold von Emmerberg als Vikariatspfarre von Riegersburg erwähnt. Die erste Kirche in Fehring dürfte eine Kapelle in einem Wehrbau gewesen sein, worauf das ehemalige Patrozinium "Maria im Dorn", die Verballhornung des mittelalterlichen Maria im Turm, der "alten" Kirche von 1411 verweist. Immer noch liegt die Kirche an einer auf drei Seiten abfallenden Terrasse, wie sie für einen Wehrbau günstig war. Gleichzeitig bildete sie den nördlichen Abschluss der mittelalterlichen Siedlung Fehring.
In der 2. Hälfte des 14. Jahrhunderts erfolgte der Neubau des ostseitig gelegenen Presbyteriums der alten Kirche in gotischen Stil, möglicherweise auch der gesamten Kirche.
Im 15. Jahrhundert wurde die Kirche und der sie umgebende Friedhof nach kriegerischen Auseinandersetzungen mit einer Befestigungsanlage, dem so genannten Fehringer Tabor umgeben. 1716 wurde ein barocker Neubau der Kirche begonnen, der in Nord-Süd-Richtung an Chorquadrat und Presbyterium der alten Kirche angefügt wurde. Die Jahreszahl 1723 am Eingang der Kirche bezieht sich auf die Errichtung des Langhauses. 1731 stürzte der nach Plänen des Grazer Hofmaurermeisters Andreas Stengg errichtete Turm aufgrund zu schwacher Fundamentierung ein und wurde 1732 neu errichtet. Die tatsächliche Weihe von Kirche und Altären erfolgte erst 1765. Mit dieser Neuweihe war auch der Wechsel des Kirchenpatrons von Maria zu Josef verbunden, wobei die 1728 erfolgte Gründung einer Josefsbruderschaft in Fehring und die Erhebung des hl. Josef zum Patron der habsburgischen Erbländer durch Kaiser Leopold I. dafür ausschlaggebend gewesen sein dürften.
Im Zweiten Weltkrieg brannte der Kirchturm und die Kuppel stürzte ein, während das Langhaus bis auf Einschüsse unbeschädigt blieb. Die größte der fünf Glocken stürzte ebenfalls ab, blieb aber unbeschädigt. 1952 wurde die Fertigstellung des Wiederaufbaus gefeiert. 1960 wurden vier neue Glocken angeschafft, 1979 eine neue Orgel geweiht.

## Architektur und Innenausstattung
Die barocke Kirche von 1716 wurde in Nord-Süd-Ausrichtung erbaut. Der Chor der gotischen (ost-west ausgerichteten) Vorgängerkirche ist als Kapelle erhalten. Der Bau ist eine dreijochige Hallenkirche mit Kreuzgratgewölben und Gurten über Pilastern. Im Norden wurde der eingezogene Chor mit Dreiachtelschluss angefügt und an der Südfassade der Glockenturm vorangestellt. Das Äußere der Kirche zeigt eine schlichte Gliederung aus flachen Pilastern mit umlaufender, stilisierter Gebälkzone und Akzentuierung der Fenster. Markant präsentiert sich der dreigeschoßige Fassadenturm, erbaut 1732 von Andreas Stengg, dessen drittes, achteckiges Geschoß von einer gegliederten, barocken Zwiebelhaube abgeschlossen wird. Das steile Satteldach der Kirche ist mit Ziegeln gedeckt.
Im Zentrum des mächtigen, 1888 nach Entwurf von Architekt Robert Mikovics erneuerten Hochaltars befindet sich das Altarblatt mit dem sterbenden Josef, das der Tiroler Maler Ignazius Kern 1728 in Rom gemalt hat. Das Bild war, wie die sechs Statuen, Teil des ehemaligen barocken Hochaltars. Die Figuren zeigen die Heiligen Karl Borromäus, Petrus Martyr, Petrus und Paulus sowie Jakobus d. Ä. und Donatus von Münstereifel.
Die barocken Seitenaltäre aus der 2. Hälfte des 18. Jahrhunderts sind dem hl. Johannes Nepomuk und dem hl. Florian geweiht. Der Zelebrationsaltar von 1974 wurde nach Entwurf von Franz Weiss geschaffen.
Vor dem barocken Altar der Seitenkapelle mit der Gottesmutter Maria in Dorn steht im quadratischen Joch der Kapelle der spätgotische Taufstein der Kirche.
Die historistische Kanzel (um 1890) mit einem aufwändigen Schalldeckel ist dem Stil der Barockaltäre der Kirche angepasst. Die vier farbig gefassten Reliefs der Kanzel zeigen die vier Evangelisten.
Franz Mikschowsky hat laut Signatur 1935 die Hlgst. Dreifaltigkeit am Triumphbogen als Wandbild gemalt.
Die farbenprächtigen, naiven Kreuzwegbilder wurden 2002 von Sr. Basilia Gürth OSB, der ehemaligen Äbtissin der Benediktinerinnenabtei St. Gabriel in Pertlstein, gemalt.

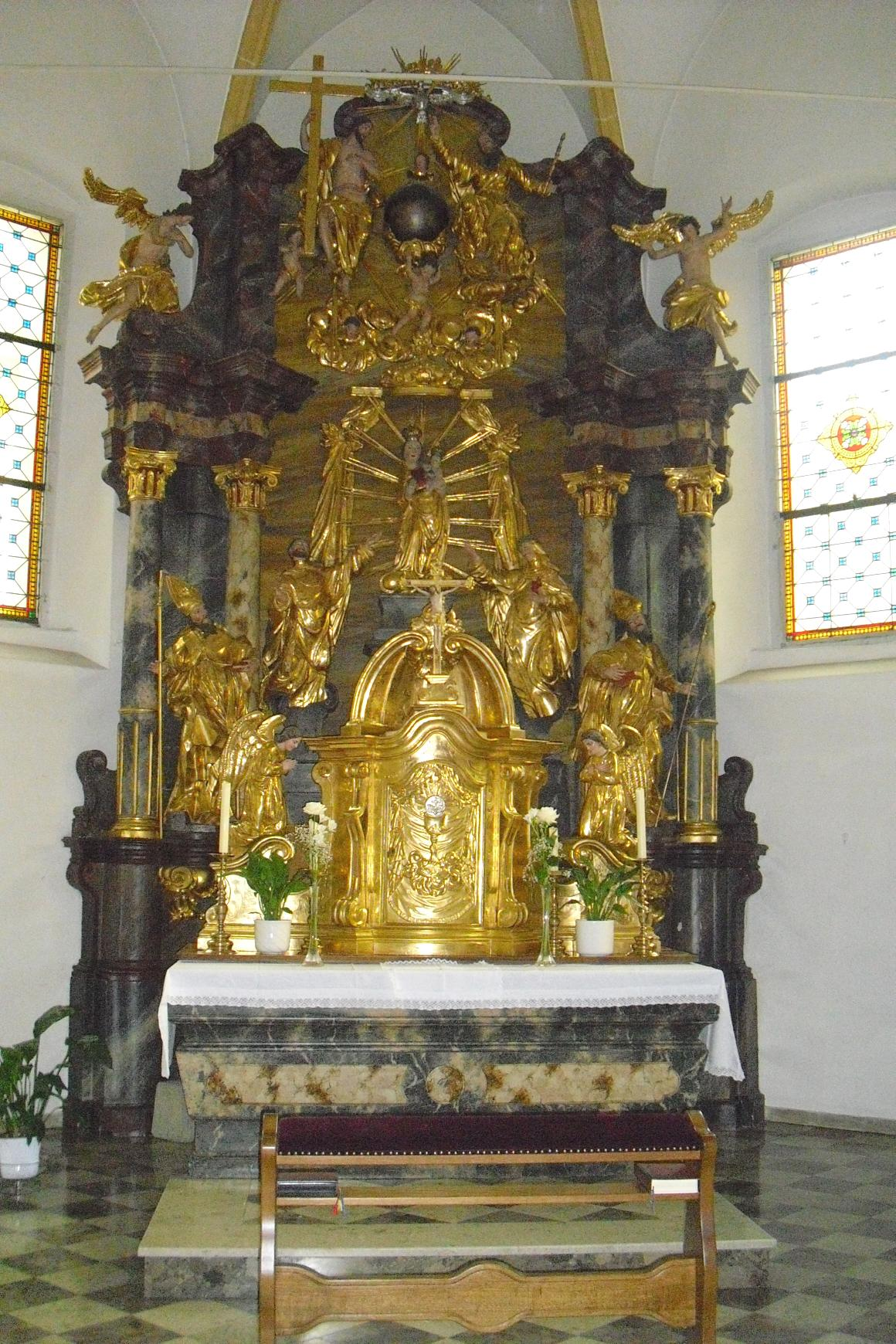
Altar im Seitenschiff mit der Madonna im Strahlenkranz
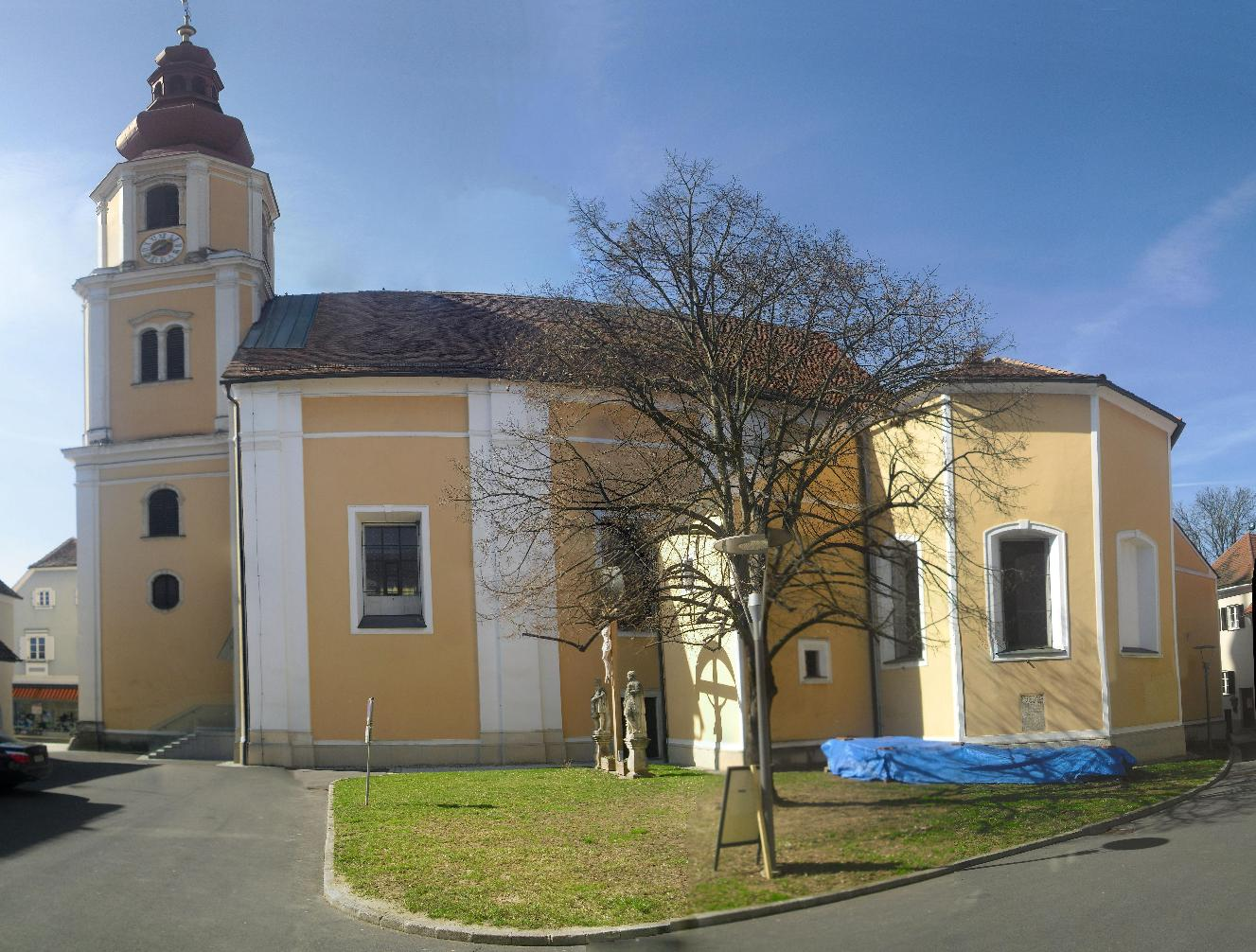
Seitenansicht
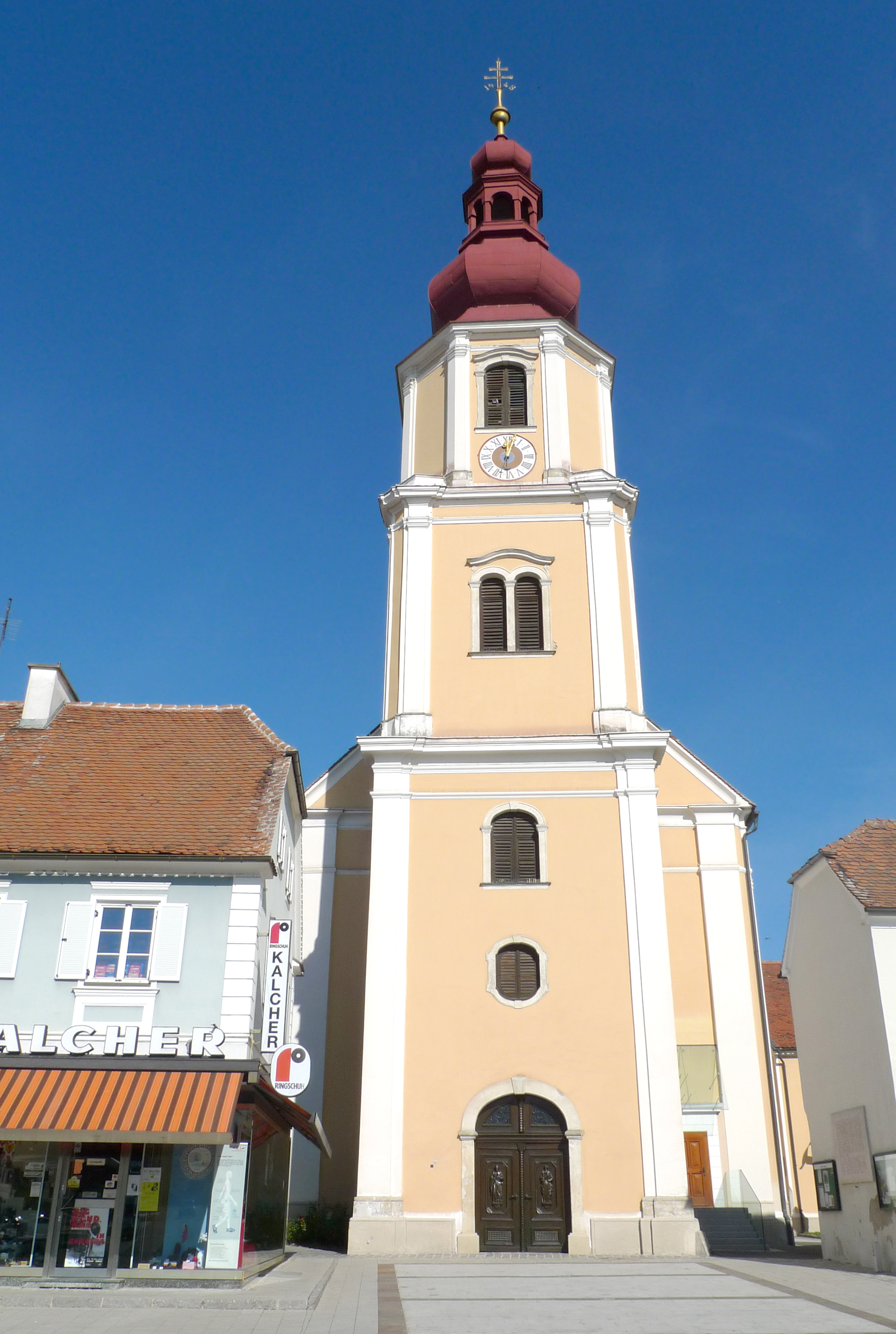
Frontansicht
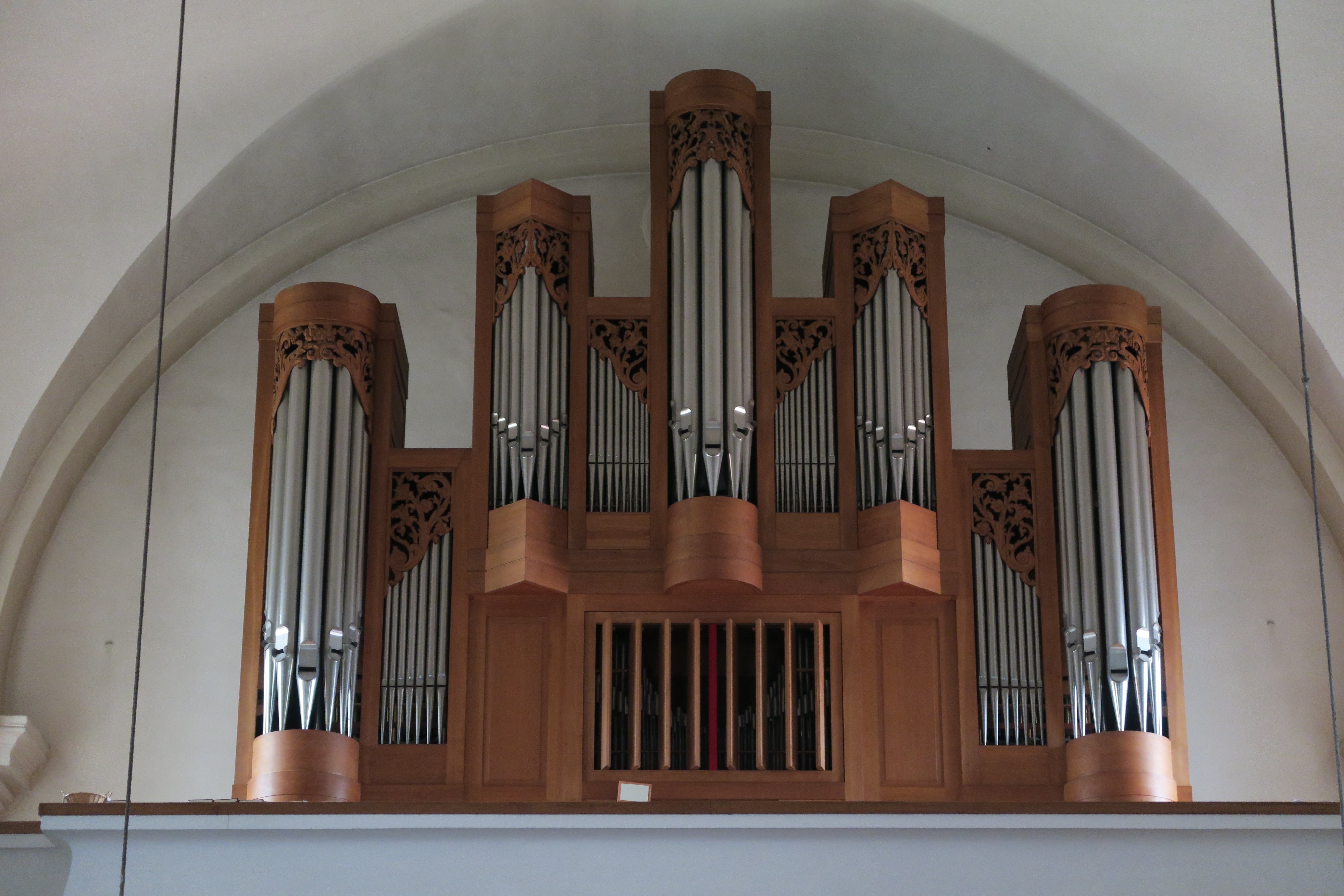
Die neue Orgel